# Party in the U.S.A.

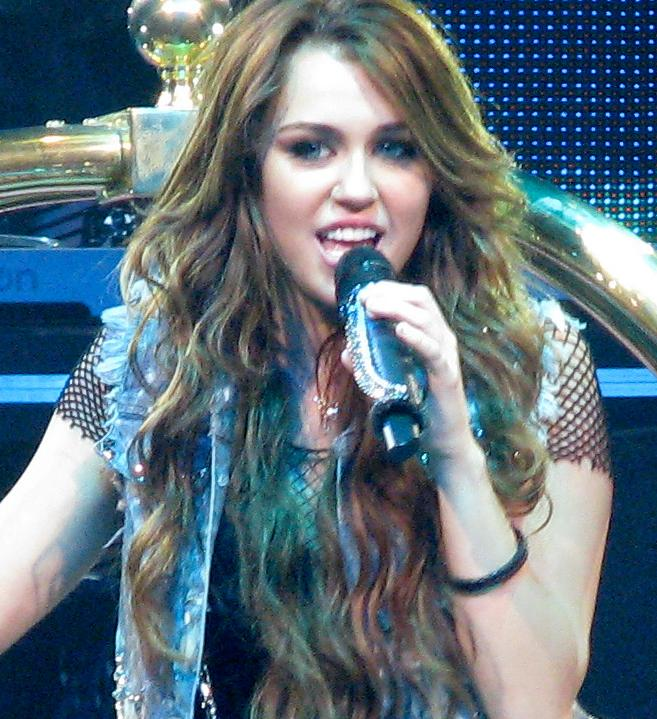
Miley Cyrusová vystupující s „Party in the U.S.A.“ na turné Wonder World Tour (2009)

„Party in the U.S.A.“ je píseň americké zpěvačky Miley Cyrusové, jež vyšla 11. srpna 2009 jako pilotní singl z EP The Time of Our Lives. Napsali ji Dr. Luke, Claude Kelly a Jessie J. Píseň původně nebyla napsána pro Cyrusovou, ale když se k ní dostala, textaři upravili text, aby k ní seděla. V písni jsou k naleznutí různé prvky popu ale i R&B, zatímco text odráží její stěhování z Nashvillu do Los Angeles.